# ホイップノート
『ホイップノート』は、未影による日本の4コマ漫画作品。『まんがタイムきららMAX』（芳文社）において、2010年8月号から2014年6月号まで連載された。コミックス（単行本）は全3巻。
2011年8月にはドラマCDが発売された。

## あらすじ
高校生になった一ノ蔵るいせは、料理スキルを磨くために「理想のお嫁さん」を目指すおよめさんクラブに入部する。るいせと幼馴染の知花、部長のさくら、クラスメイトの玲子とともに、「理想のお嫁さん」を目指し奮闘する学園生活を描いたドタバタコメディ。

## 登場人物
一ノ蔵 るいせ（いちのくら るいせ）
声 - 金元寿子
主人公。高校生になると同時に、家で料理を担当していた祖母が海外へ行ってしまう。料理する気のない母に代わって自身が一ノ蔵家の食卓を守ろうと立ち上がったが、当時はホットケーキしか作れなかった。偶然拾ったチラシでおよめさんクラブの存在を知り、入部することになる。
少し過剰なスキンシップが癖で、よく知花や玲子にべたついている。
上喜 知花（かみき ちか）
声 - 嶋村侑
るいせの幼馴染。一人暮らしをしている。るいせにつきあっておよめさんクラブに入ることになった。るいせの旦那役を務めることが多く、アパートの表札にはるいせの名前も貼り付けられている。それなりに料理は得意である。
その立ち位置から男前と言われることもあるが、本人は女の子らしいと言ってほしいようである。ちなみにかなりスタイルはいい。
浜千鳥 玲子（はまちどり れいこ）
声 - 巽悠衣子
およめさんクラブ部員。るいせと知花とはクラスメイトでもある。もともと空手部部長だったさくらにあこがれて空手部に入ろうとしていたが、さくらがすでに空手部をやめ、新たにおよめさんクラブを立ち上げていたことを知り、自身も入部した。
普段はレコちゃんと呼ばれており、部員達からかわいがられている。自身の母をおよめさんの理想としており、料理も母から習うなどしている。
南美 さくら（みなみ さくら）
声 - 川澄綾子
およめさんクラブ部長。部の創設も彼女が行った。もともとは空手部の部長であり、中学では全国トップになったこともある実力者。空手部の全部員を同時に相手にして勝ったこともある。
料理は非常に下手であり、味覚が独特なようで食べた猫が気絶してしまうほどの物を作る。洗濯の際も力加減が苦手なようで、空手部の道着をぼろぼろにしたことがある。かわいいものが大好きで、和風の屋敷にもかかわらずふりふりな部屋に住んでいる。
泉川 仁美（いずみかわ ひとみ）
声 - 生天目仁美
およめさんクラブの顧問。部では味見役をすることが多い。さくらに顧問を依頼された際は、「楽そう」という理由で引き受けるなどずぼらな一面も。ちなみにその時顧問を依頼された理由は「胸が大きいから」である。
宇堂 鈴真（うどう すずま）
声 - 渡辺明乃
空手部部長。さくらとは幼馴染で、ひそかに思いを寄せている。昔からさくらには頭が上がらず、るいせには主従関係と思われたこともある。
空手部の部員たちからはかなり愛されているようである。
一ノ蔵 桜太（いちのくら おうた）
声 - 金田アキ
るいせの弟。小学生。相当なシスコンであり、ロールプレイングゲームで勇者の名前をおうた、姫の名前をるいせに設定してプレイしていた。るいせと仲がいい知花をライバル視している節がある。

## 単行本
- 未影 『ホイップノート』《芳文社・まんがタイムKRコミックス》 全3巻
  1. 2011年8月27日発売、ISBN 978-4-8322-4059-9
  2. 2012年11月27日発売、ISBN 978-4-8322-4225-8
  3. 2014年4月26日発売、ISBN 978-4-8322-4430-6

## ドラマCD
フロンティアワークスより発売。
- ドラマCD ホイップノート - 2011年8月31日 品番 FFCC-0010